# Henricus Hondius (cartograaf)

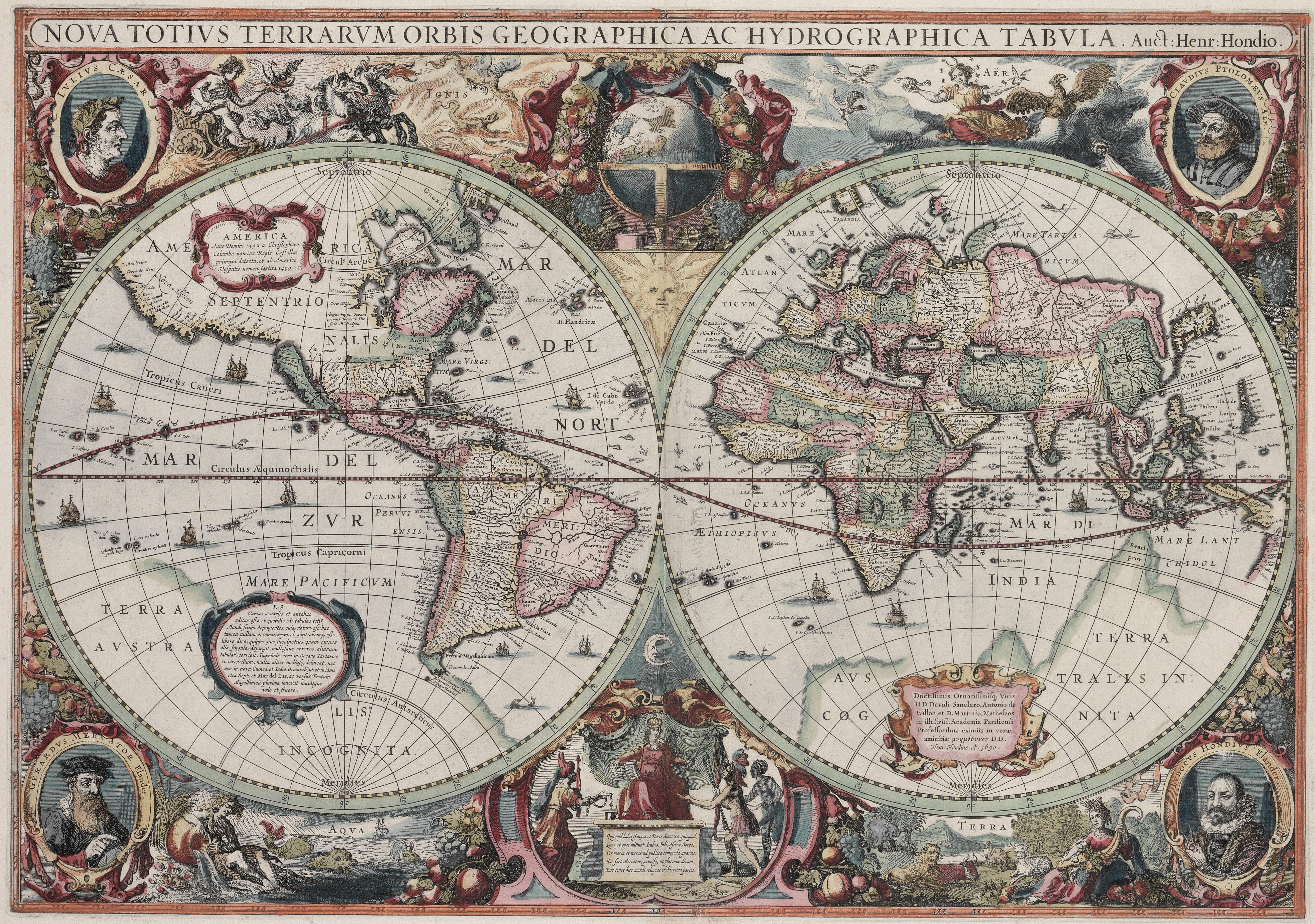
1630 Wereldkaart door Hendrik

Henricus Hondius ook: Hendrik of Henri (Amsterdam, 1597 – 16 augustus 1651) is een van de belangrijkste Nederlandse cartografen.
Zijn vader Jodocus Hondius (1563-1612), in het Nederlands Joost of Josse de Hondt (Wakken, 14 oktober 1563 – Amsterdam, 12 februari 1612) was een Vlaams cartograaf uit de Zuidelijke Nederlanden die vooral bekend is als uitgever van de atlassen van Gerardus Mercator. 
In 1584 vluchtte Jodocus naar Londen (om aan de Spaanse Inquisitie te ontsnappen), waarna hij in 1593 verhuisde naar Amsterdam.

## Levensloop

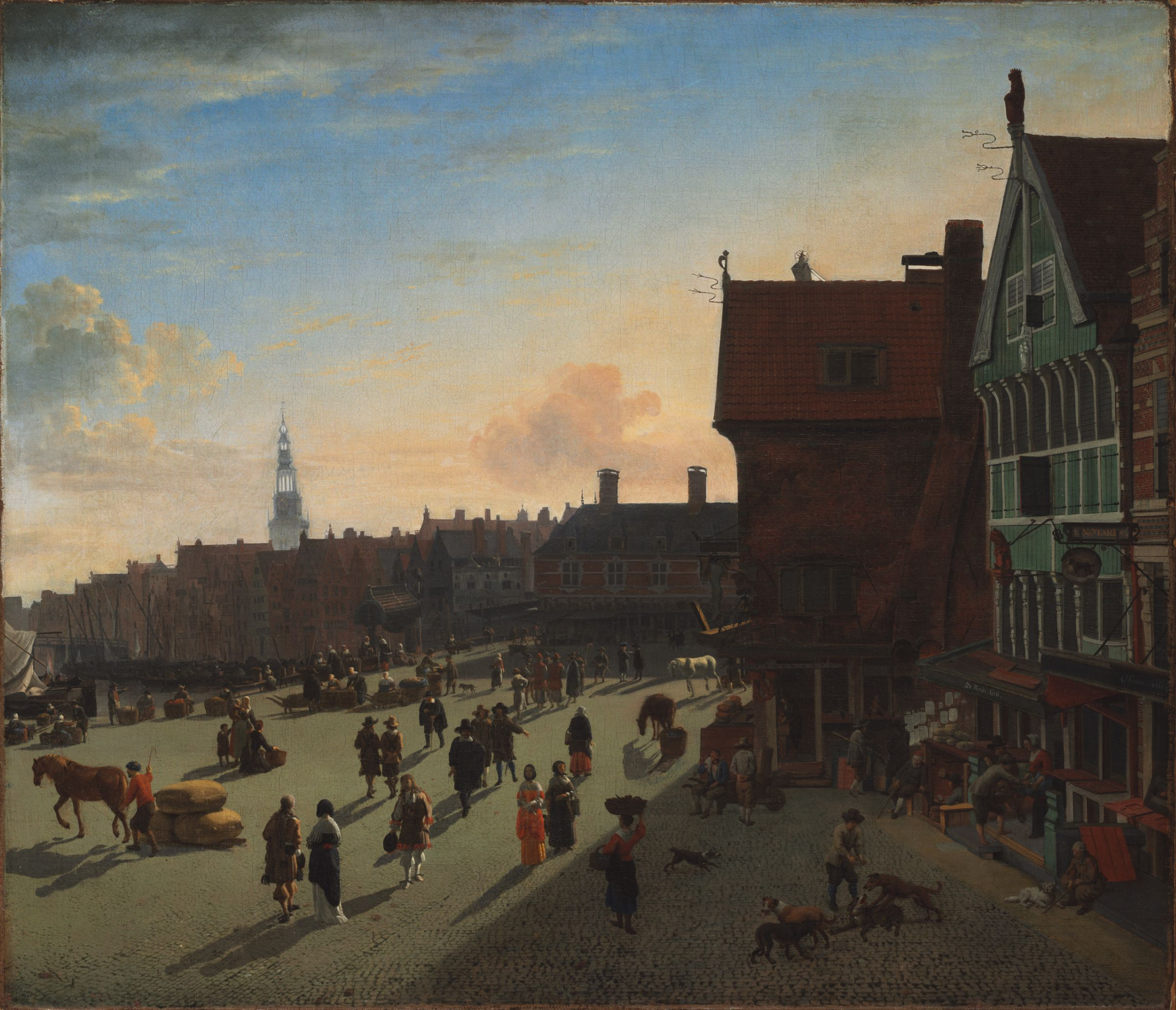
De Dam met het pand De Wakkere Hond

Net als zijn vader beschikte Hendrik over uitstekende graveervaardigheden en een grote wetenschappelijke nauwkeurigheid. 
Ook was hij overtuigd calvinist en afkerig van "Paepse Beuseleryen".
In zijn beginperiode hielp hij zijn vader en zijn broer Jodocus (II) in het familiebedrijf waar kaarten gemaakt en gedrukt werden. 
Na de dood van z'n vader werd de zaak voortgezet door diens weduwe en haar twee zonen.
In 1621 trouwde Henricus met Johanna Verspeet en begon zijn eigen zaak op de Dam in Amsterdam, in het huis genaamd "de Atlas". 
De naam Henricus verschijnt voor de eerste keer op het titelblad van de vijfde uitgave van de Mercator Hondius atlas uit 1623. 
Deze atlas bevatte 156 kaarten waarvan er 138 al zo'n kwart eeuw oud waren. 
De wereldkaart van Rumold Mercator was zelfs al van 1587.
Dit belemmerde de verkoop echter niet. 
De atlassen waren een groot succes mede omdat de nieuwste ontdekkingen van Nederlandse, Spaanse en Engelse zeevaarders in de kaarten verwerkt werden. 
Ook was er veel aandacht voor het verfraaien van de kaarten door het gebruik van cartouches, medaillons met stadsgezichten of portretten en wapenschilden.

Opmerkelijk is dat er uit de jaren 1627, 28 en 29 nogal wat kaarten bewaard zijn gebleven met de tekst: habitantis in Damo ad intersigne Atlantis; dit in verschillende variaties.

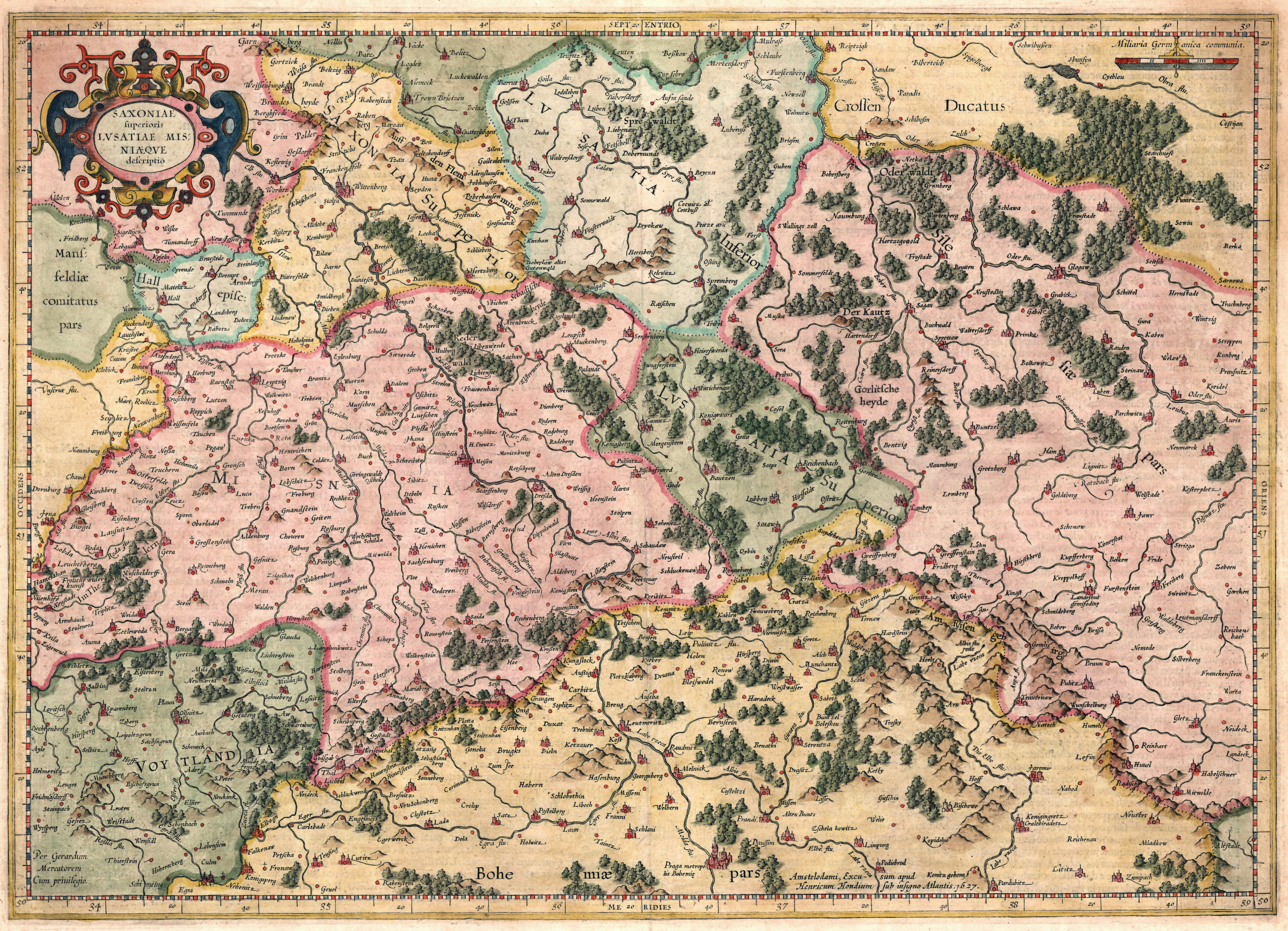
1627 Saxoniae
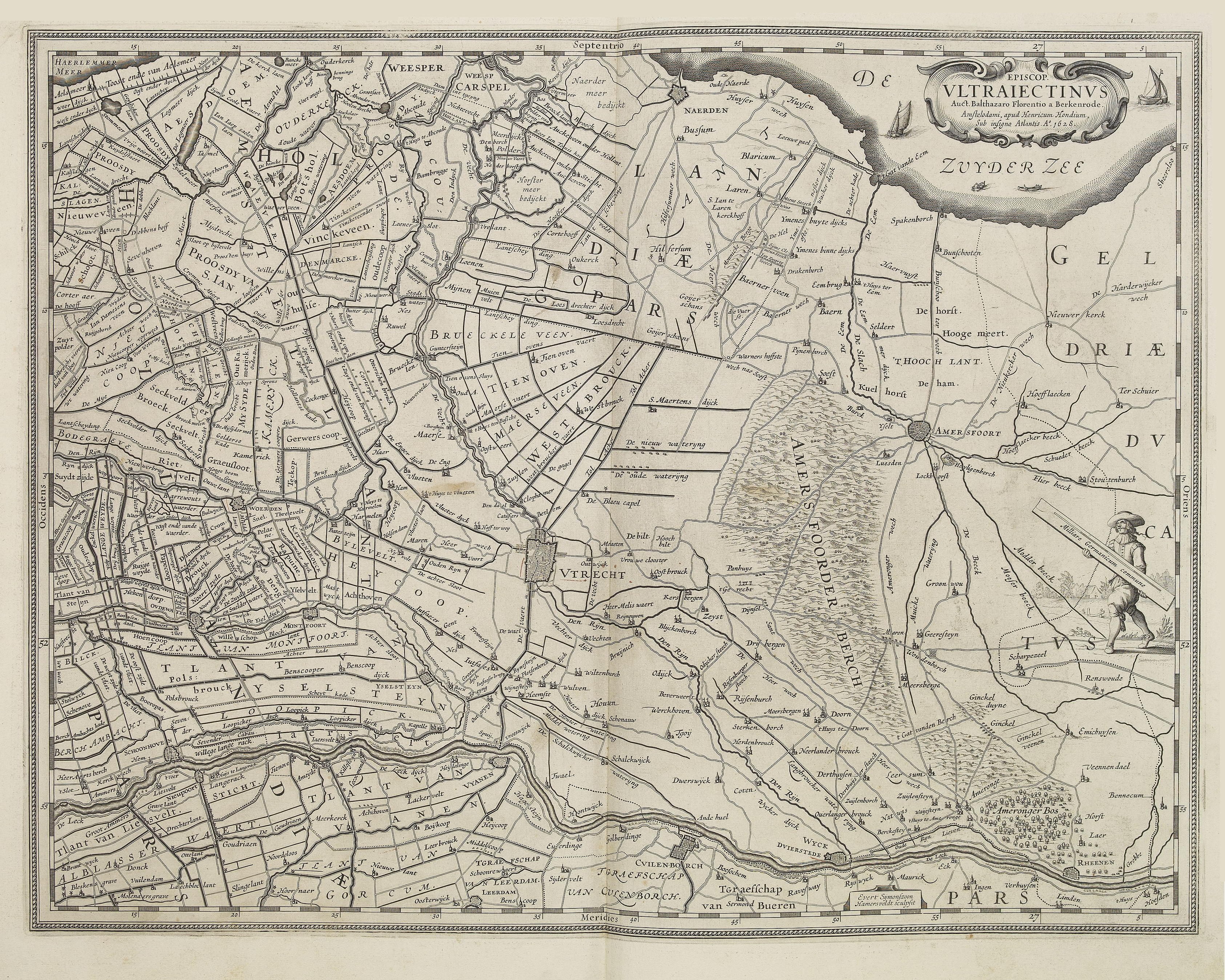
1628 Ultraiectinus (Utrecht)
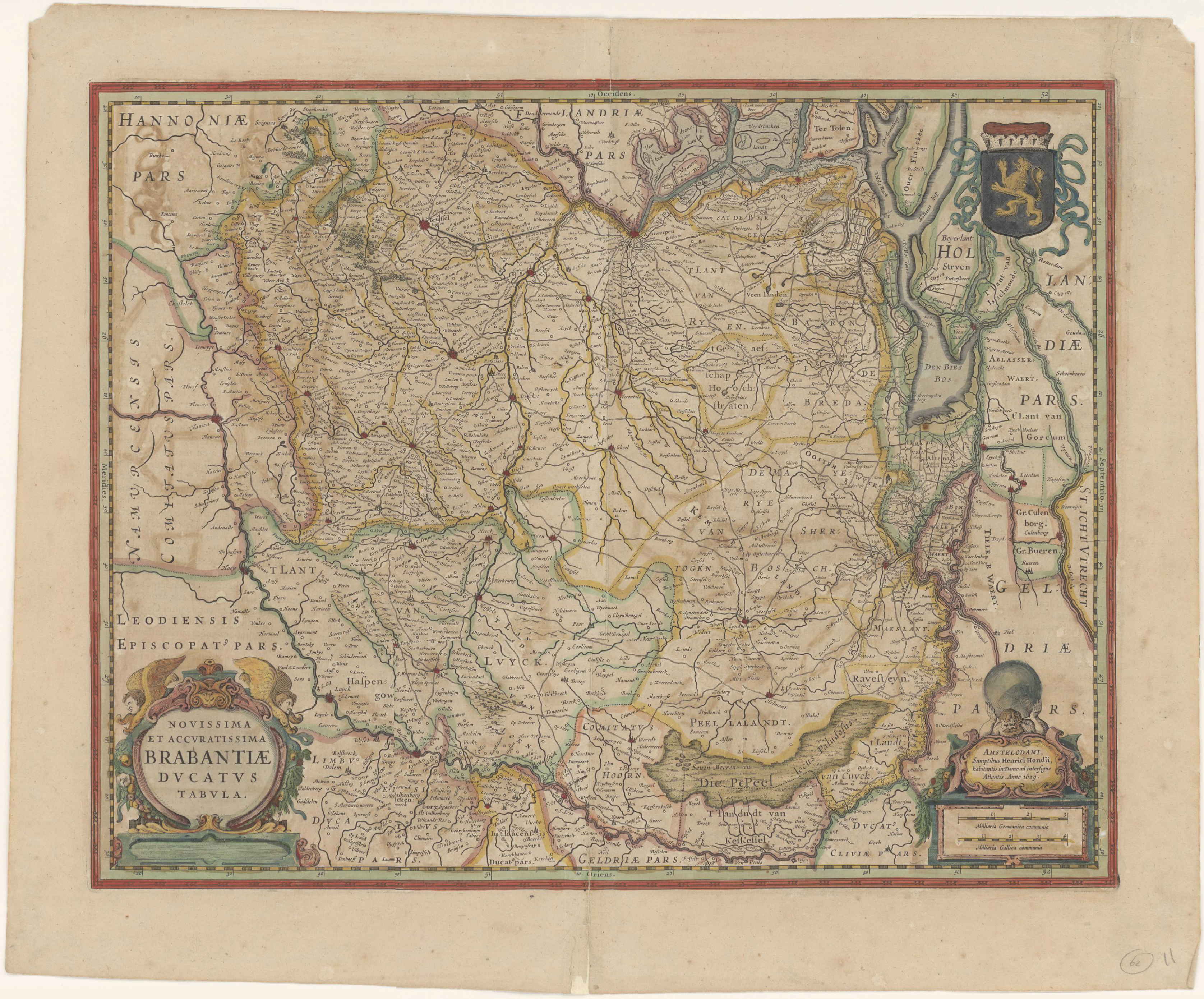
1629 Brabantiæ
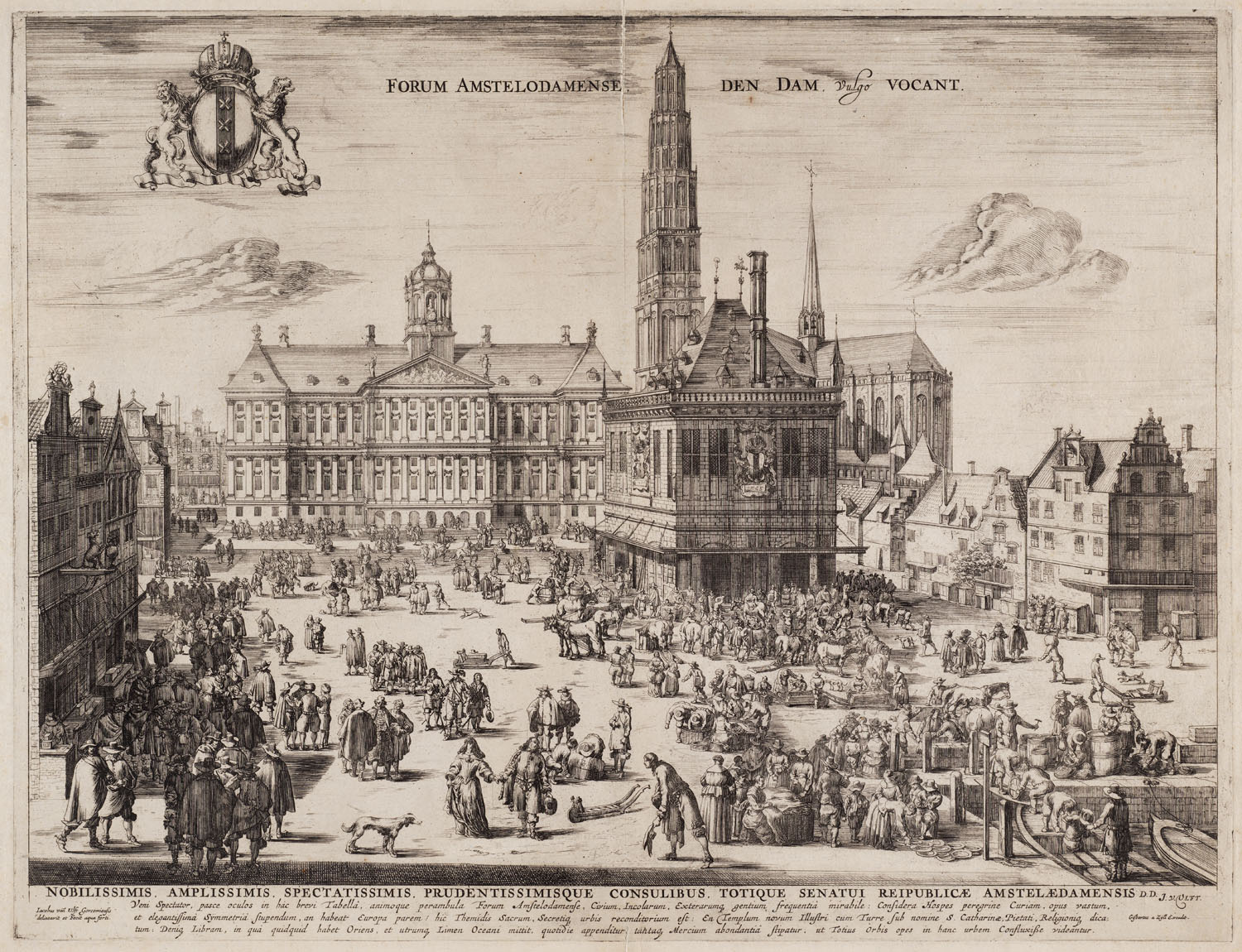
1655 linksonder: In den Wackeren Hondt

In de eerste helft van de zeventiende eeuw ontstond er veel rivaliteit tussen de verschillende uitgevers.
Dit werd er niet beter op toen Willem Blaeu in 1629 de 34 koperplaten uit de nalatenschap van Jodocus II in zijn bezit kreeg en na enige bewerking ging gebruiken voor zijn eigen atlassen.
Het was in hetzelfde jaar dat Hendrik zich weer vestigde in het ouderlijk huis genaamd: In den Wackeren Hondt.
Een van zijn eerste projecten was het reproduceren van de verkochte platen.
In 1630 kwam Johannes Janssonius, die getrouwd was met een zuster van de gebroeders Hondius, mee in de zaak.
Janssonius' naam werd echter al vermeld in 1628 op het titelblad van de atlas minor.
Ook de atlassen van John Speed waar Jodocus I veel aan had bijgedragen werden nog steeds heruitgegeven.
Rond deze tijd werd er ook gewerkt aan de uitgave van de Flandria Illustrata van Sanderus maar omdat deze samenwerking schijnbaar niet voorspoedig verliep, verkocht Hondius halverwege de rechten aan zijn rivaal Blaeu.
Op een kaart uit de atlas van Blaeu: "Nova et Exacta ... Iprensis" wordt dan ook vermeld: Henricus Hondius excudebat.
Na 1646 wordt Hondius' naam niet meer gemeld op de titelpagina van de atlassen.
De uitgeverij werd voortgezet door Janssonius.

## Afbeeldingen

na 1621 Marchionatus Misniae una cum Voitlandia
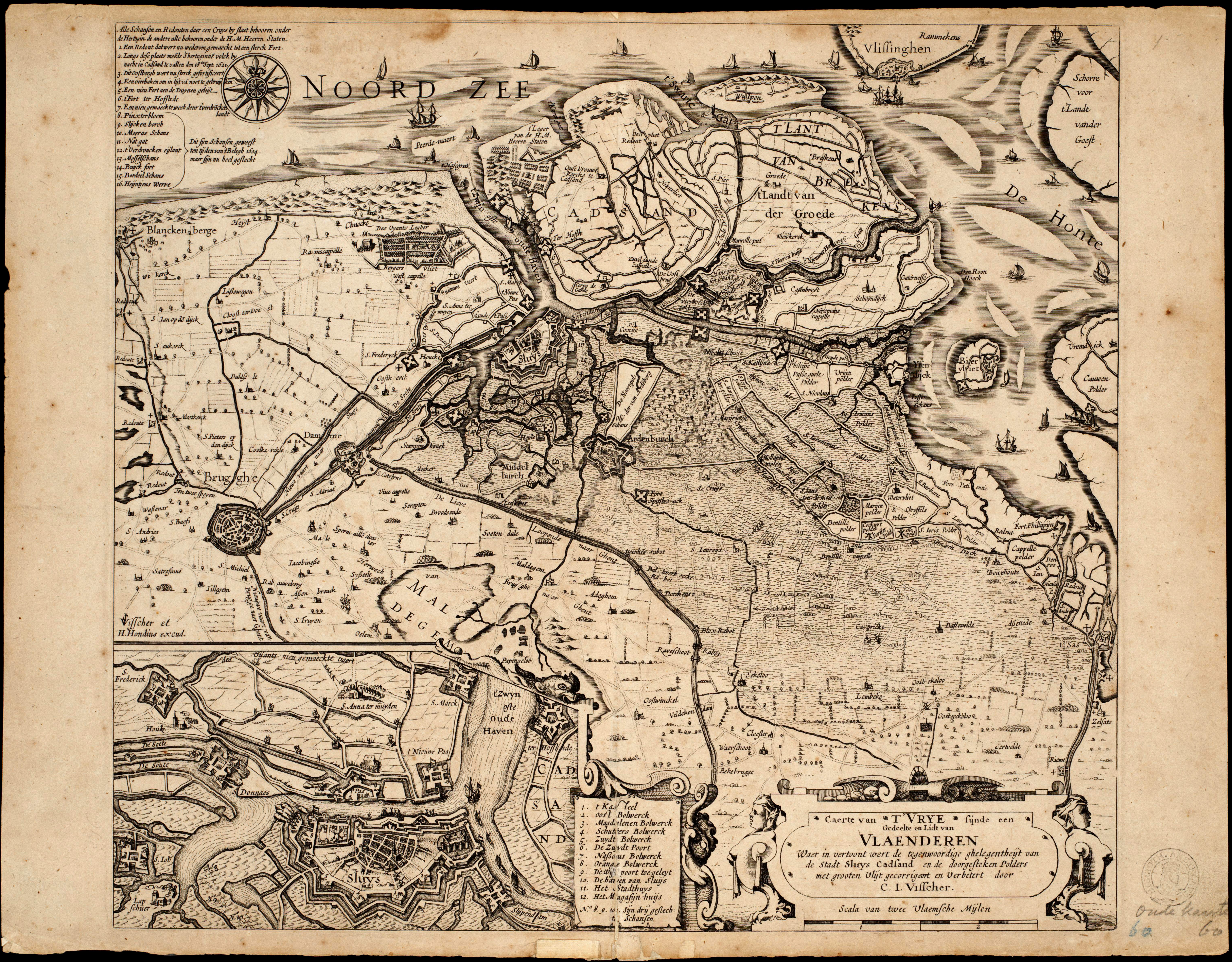
1622 Oostelijk Zeeuws-Vlaanderen
1630 Ducatus Holsatiae nova tabula
1630 Nova totius terrarum
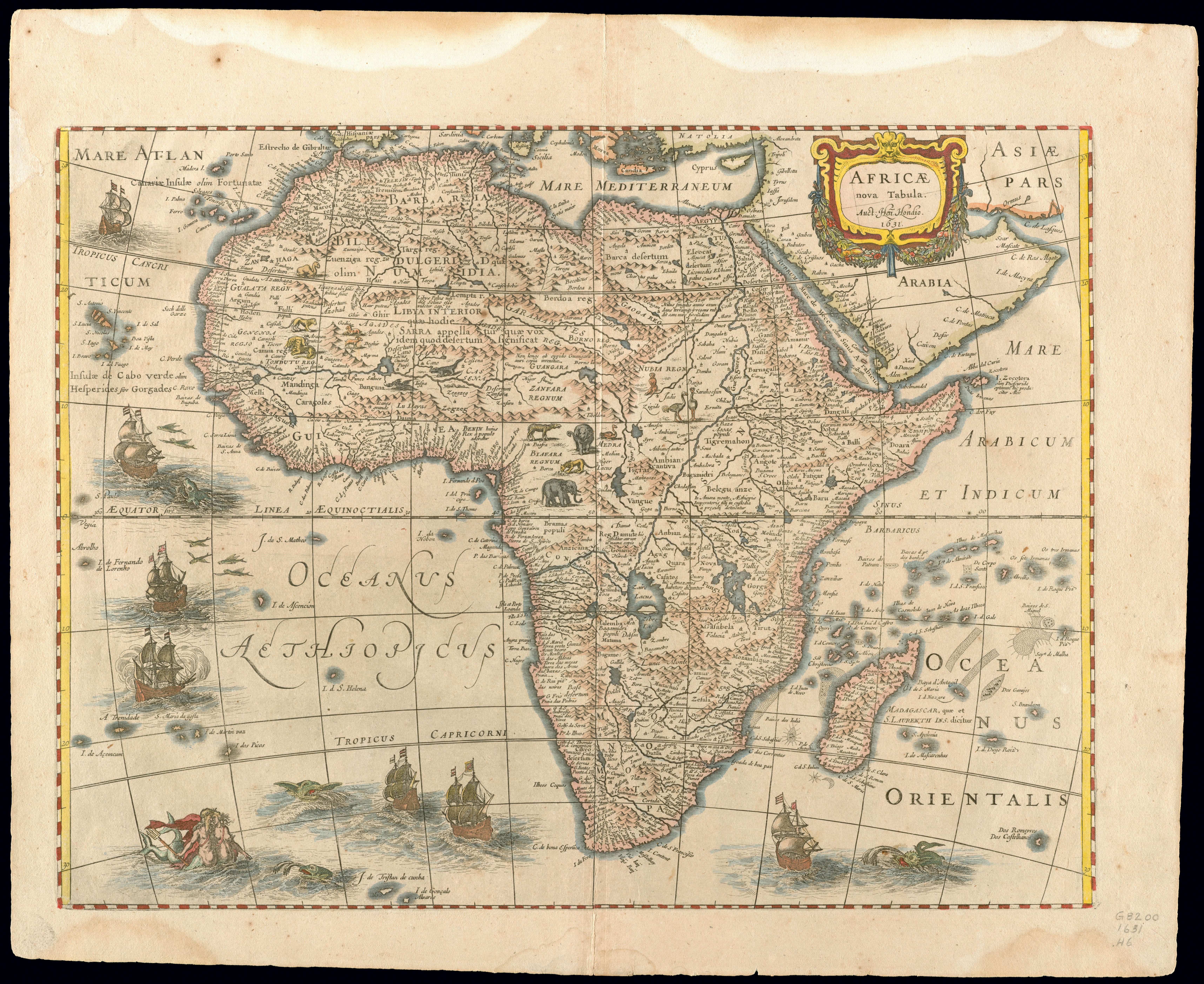
1631 Africae
1636 Poli Arctici
1636 Westkust van Groot-Brittannië
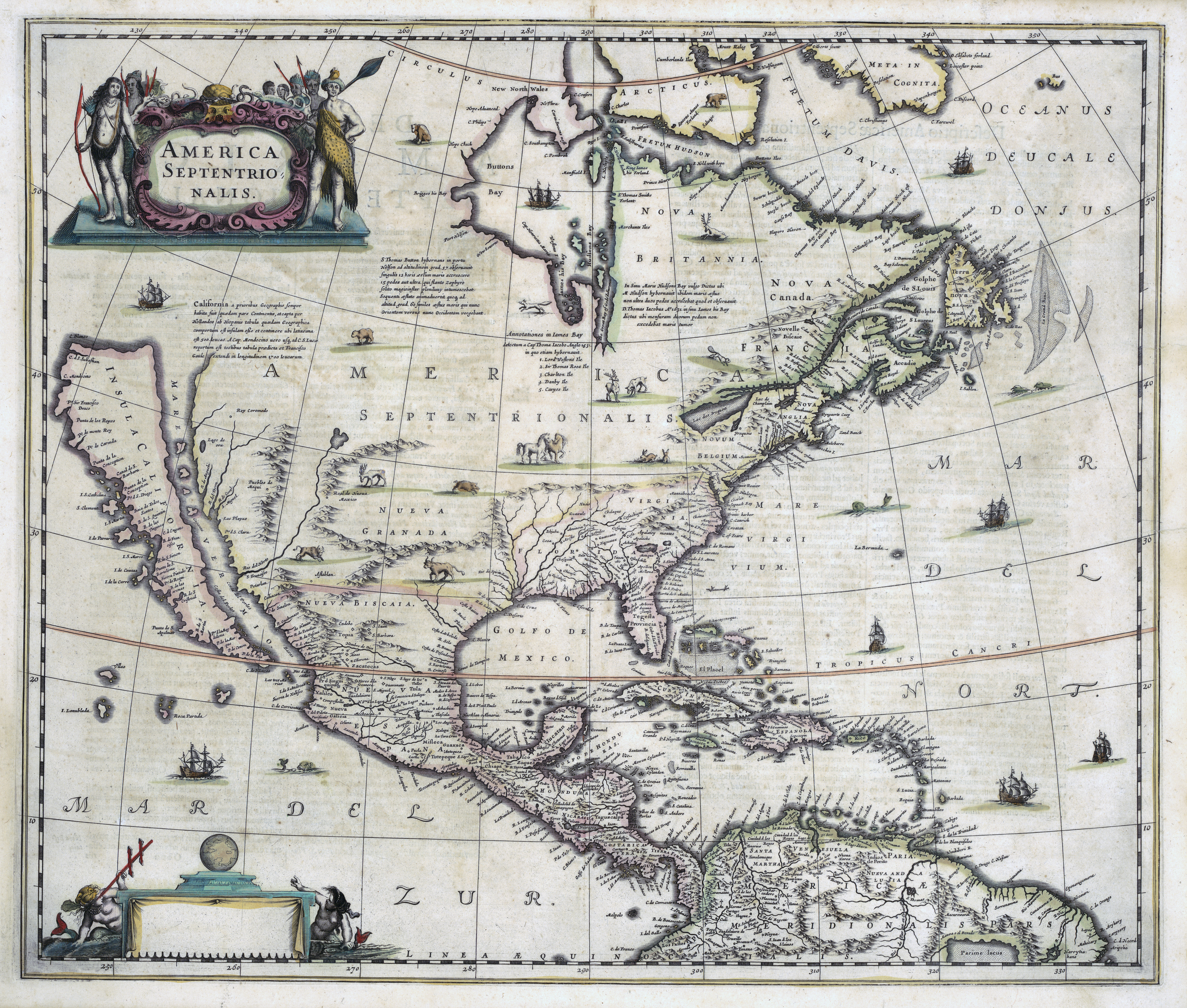
1636 America Septentrionalis
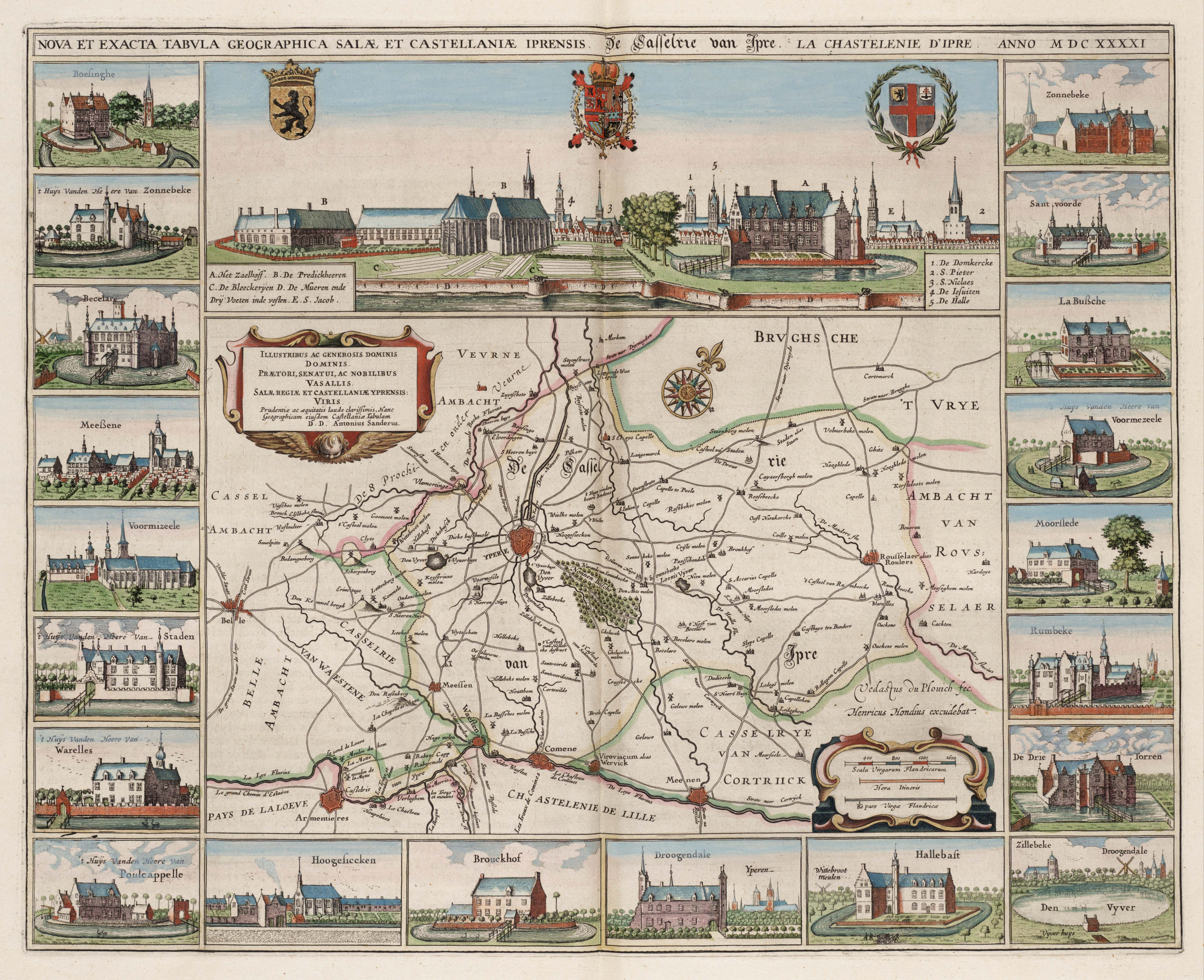
1641 Nova et .. Iprensis
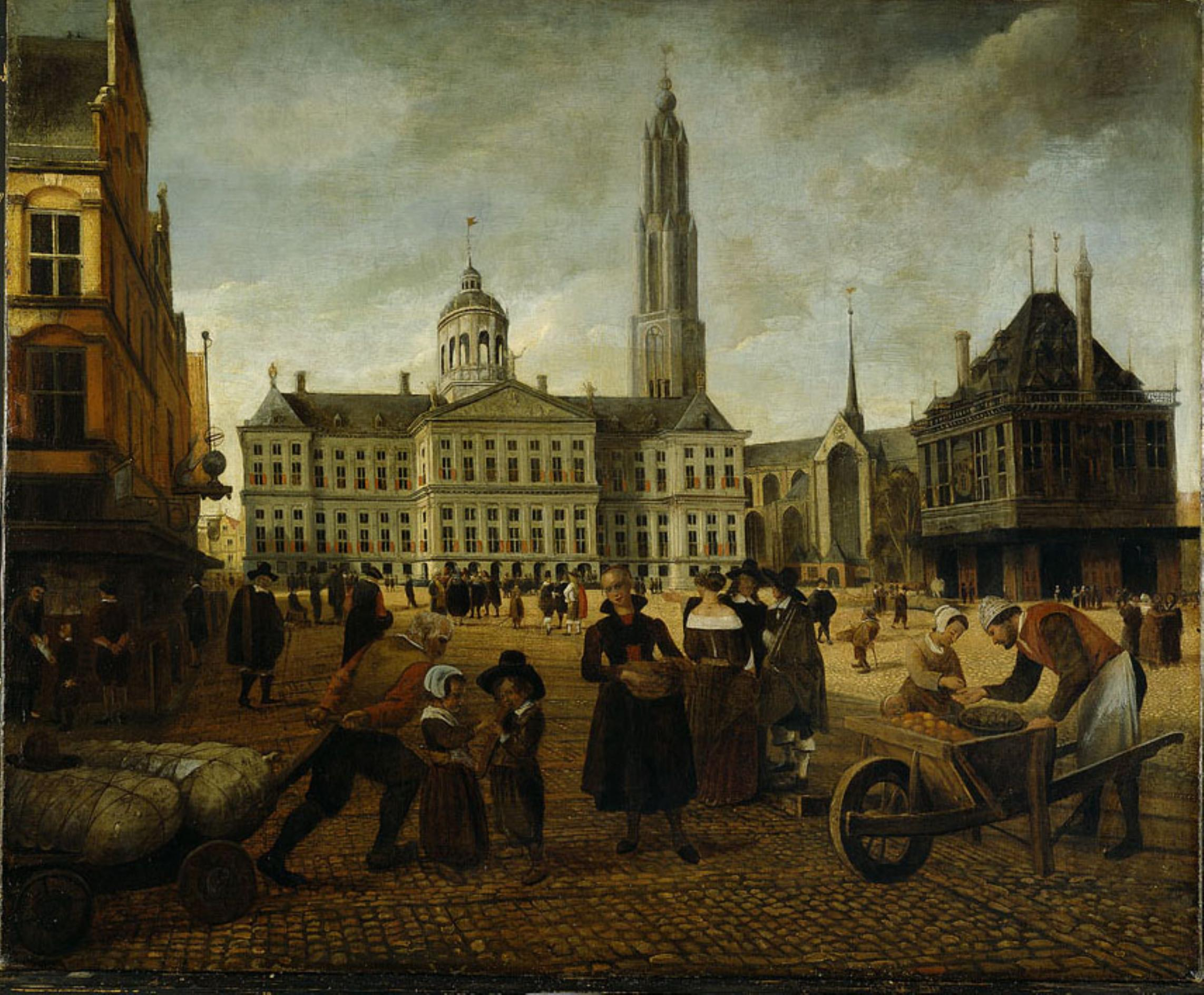
Het pand de Wakkere Hond geheel links tussen de Beurssteeg en de Kalverstraat. Door onbekende schilder met een nooit verschenen toren van de Nieuwe Kerk